# Harpactea villehardouini
Harpactea villehardouini är en spindelart som beskrevs av Brignoli 1979. Harpactea villehardouini ingår i släktet Harpactea och familjen ringögonspindlar.
Artens utbredningsområde är Grekland. Inga underarter finns listade i Catalogue of Life.